# Calvagese della Riviera
Calvagese della Riviera es un municipio italiano de la provincia de Brescia, a las orillas del Lago de Garda.

## Evolución demográfica
| Gráfica de evolución demográfica de Calvagese della Riviera entre 1861 y 2001 |
|                                                                               |
| Fuente ISTAT - elaboración gráfica de Wikipedia                               |

## Lugares de interés
- Iglesia de San Pietro di Antiochia, con frescos de los siglos XV y XVI, una pintura de Girolamo Romanino (Madonna con Bambino, es decir Virgen con el Niño), una de Zenon Veronese (la Deposición) y otras pinturas. Esa iglesia fue remodelada en el siglo XVIII.
- Iglesia de San Lorenzo en Carzago, donde se conservan pinturas de Lodovico Gallina y de Grazio Cossali.
- Las ruinas de un castillo medieval, que tenía cuatro torres.

- Datos: Q103714
- Multimedia: Calvagese della Riviera / Q103714

1. ↑  Worldpostalcodes.org, código postal n.º 25080.
2. ↑  «Codici Catastali». Comuni-italiani.it (en italiano). Consultado el 29 de abril de 2017.